# Represión política en la Sudáfrica post-apartheid

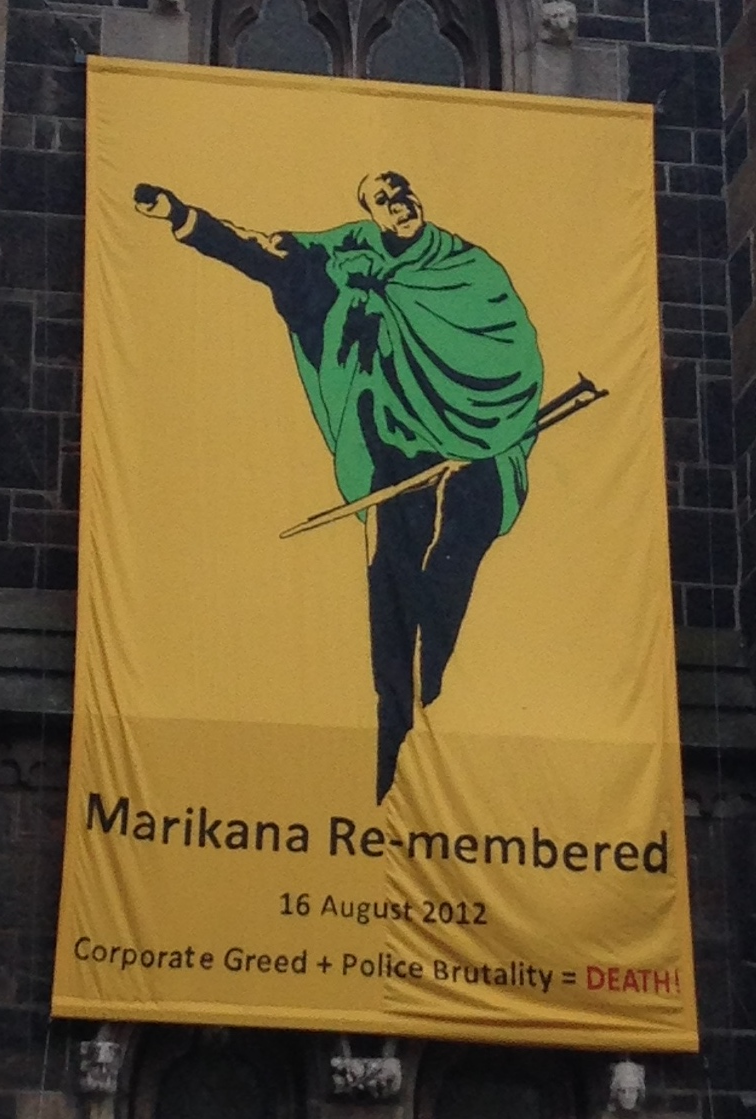
Pancarta que conmemora la masacre de Marikana.

La Constitución de Sudáfrica protege todas las libertades políticas básicas. Sin embargo, ha habido muchos incidentes de represión política, que se remontan al menos a 2002, así como amenazas de represión futura en violación de esta Constitución, lo que ha llevado a algunos analistas, organizaciones de la sociedad civil y movimientos populares a la conclusión de que existe un nuevo clima de represión política o una disminución de la tolerancia política. El obispo Rubin Phillip ha dicho que una noche oscura se está asentando sobre nuestro país a la luz de nuestro amanecer democrático. Algunos han vinculado el aumento de la represión a la influencia del «grupo de seguridad» bajo la presidencia de Jacob Zuma.
Se ha argumentado que Zuma ha mejorado la capacidad coercitiva del Estado y que se ha centrado en construir un Estado basado en el miedo. También se ha argumentado que la represión ha afectado más gravemente a las organizaciones de pobres, pero que la represión dirigida contra los pobres ha sido sistemáticamente subestimada en los medios de comunicación. Se ha afirmado que los políticos de alto rango del ANC son responsables de la represión de los activistas de base.
Se ha expresado una seria preocupación sobre la brutalidad policial en Sudáfrica. Sipho Hlongwane, dijo en Business Day', que ha argumentado que Sudáfrica es un estado policial brutal. Según Greg Marinovich. "La policía actúa con impunidad. Sus amos políticos actúan con impunidad. En la Sudáfrica de 2012, si eres pobre y no tienes influencia política, estás solo." Amnistía Internacional ha expresado su profunda preocupación por la brutalidad, incluida la tortura y las ejecuciones extrajudiciales, a manos de la policía sudafricana. Ronnie Kasrils ha argumentado que ha habido un descenso a la depravación del estado policial bajo el mandato de Jacob Zuma. Se ha observado que "La tortura es una práctica rutinaria en las comisarías de policía y prisiones de Sudáfrica".

## Amenazas a la libertad de los medios de comunicación
Bajo Jacob Zuma, el ANC ha expresado su abierta oposición a la libertad de los medios de comunicación. Se ha expresado una seria preocupación por el proyecto de ley sobre el «Tribunal de Apelaciones de los Medios de Comunicación» y la Protección de la Información que, de ser aprobado, reduciría significativamente la libertad de prensa.
Se ha informado de varios casos de intimidación grave de periodistas. En 2007, el «Instituto para la Libertad de Expresión» y el periódico The Mercury informaron de una amenaza de muerte contra un periodista en Durban por parte del controvertido empresario local Ricky Govender, que afirma tener vínculos estrechos con Jacob Zuma. En Durban, en 2009, el editor de The Mercury, Philani Makhanya, acusó de intimidación a S'bu Mpisani, un contratista políticamente vinculado al departamento de vivienda de esa ciudad que supuestamente había amenazado al periódico por sus investigaciones sobre sus actividades. En Port Elizabeth, el presidente de la rama del Congreso Nacional Africano (ANC) en el poder, Nceba Faku, pidió a los partidarios del partido que quemaran las oficinas del periódico local Daily Dispatch en 2011. En 2012, Piet Rampedi y Adriaan Bassoon, periodistas de City Press, fueron objeto de diversas amenazas y formas de intimidación mientras cubrían un reportaje sobre la corrupción de Julius Malema. También en 2012, los partidarios del ANC quemaron públicamente copias del periódico City Press en Durban.

## Amenazas a la libertad artística
El poeta Mbongeni Khumalo ha afirmado que «su lirismo sin límites atrajo la atención de la seguridad del Estado».
En 2012, líderes del partido en el poder pidieron que se destruyera un cuadro, «La lanza», y apoyaron públicamente la desfiguración del cuadro.[cita requerida]

## Prohibición ilegal de protestas por parte del Estado
Ha habido varios casos documentados de forma independiente en los que el Estado no ha respetado el derecho de protesta protegido por la Constitución. Un caso particularmente bien documentado ocurrió en Durban en 2006 y otro en Ciudad del Cabo en 2012. También se ha afirmado que se ha denegado sumariamente el derecho de protesta a los habitantes de las chozas en el East Rand. Se ha argumentado que no sólo los municipios controlados por el ANC, sino también los de la Alianza Democrática (DA) de la oposición, se involucran en prohibiciones ilegales del derecho a la protesta. También se ha sugerido que las recientes intervenciones judiciales equivalen a una restricción de facto del derecho a la protesta. Se ha argumentado que hubo un aumento en la prohibición ilegal de protestas después de la «masacre de Marikana» de 2012 y que esto ha tomado la forma de un "estado de emergencia" de facto.

## Represión policial

### Militarización de la policía
La policía, que fue desmilitarizada después de la remilitarización del apartheid y algunos políticos han alentado a la policía a "disparar a matar". En opinión de algunos analistas, esto ha contribuido a la escalada de la represión. También se ha expresado preocupación por el uso de equipos de respuesta táctica para contener la protesta popular y por la idea de que el ejército debería apoyar a la policía para contener la protesta popular.

### Acoso policial a periodistas
En 2010, los periodistas Mzilikazi waAfrika fueron arrestados en las oficinas del Sunday Times. Los cargos contra ellos fueron posteriormente retirados. El teléfono de WaAfrika también fue interceptado ilegalmente por la policía. En julio de 2012, Nic Dawes, Sam Sole y Stefaans Brummer, periodistas del Mail & Guardian, fueron interrogados por la policía tras la publicación de un artículo en el que se denunciaba la corrupción del alto dirigente del ANC Mac Maharaj.

### Acoso policial a activistas
Ha habido numerosas acusaciones de activistas de movimientos sociales de base sobre arrestos con cargos falsos y agresiones a manos de la policía. Por ejemplo, se informó de que Ashraf Cassiem, de la Campaña contra el Desalojo de Cabo Occidental, fue agredido por la policía en 2000 mientras se resistía a un desalojo y que S'bu Zikode y Philani Zungu, de la base de Abahlali-Mjondolo, fueron arrestados y agredidos mientras se dirigían a una entrevista en la radio en 2006. En septiembre de 2010, cuatro residentes de Hangberg, en la bahía de Hout, cerca de Ciudad del Cabo, fueron disparados a quemarropa por la policía con balas de goma, lo que provocó la pérdida de sus ojos. En febrero de 2011 dos manifestantes fueron asesinados por la policía y varios fueron torturados en Ermelo. En enero de 2012 se informó que Ayanda Kota fue agredida en la estación de policía de Grahamstown. En agosto y septiembre de 2012, los huelguistas y activistas comunitarios en Marikana fueron objeto de un acoso policial sostenido, incluyendo un gran número de víctimas mortales. En octubre de 2012, activistas en Makause, en el East Rand, reportaron amenazas de muerte por parte de la policía. En diciembre de 2012 se reportó que en Wesselton, Mpumalanga, la policía estaba involucrada en un acoso colectivo sostenido, algunos de ellos violentos, a una comunidad local.

### Tortura policial de activistas
Ha habido una preocupación general por la tortura policial en Sudáfrica, que ha sido descrita como "en masa" y "fuera de control" En 1996, Kevin Kunene, presidente fundador del Grupo Ambiental KwaMbonambi, fue torturado por la policía. Organizaciones como el Movimiento de los Sin Tierra han documentado casos en los que activistas y manifestantes han sido torturados. Hubo informes en los medios de comunicación sobre la tortura policial de activistas en Wessleton, Ermelo, en 2011 y en Marikana en 2012. Personas asesinadas por la policía durante las protestas
El peor ejemplo de violencia policial letal en respuesta a las protestas desde el final de la era del apartheid en Sudáfrica son los disparos a 34 mineros en huelga en Marikananan, cerca de Rustenburgo, conocidos como la Masacre de Marikana, durante la huelga de mineros de Marikana del 16 de agosto de 2012.
El ICD ha informado de un aumento de la violencia policial contra los manifestantes desde 2010 y el Servicio de Policía de Sudáfrica asesinó a varios manifestantes desarmados desde 2000, Cuatro personas fueron asesinadas por la policía durante las protestas entre 2000 y 2004, dos en 2006, una en 2008, dos en 2009, tres en 2010 y once en 2011. Los medios de comunicación han informado de al menos 27 asesinatos de manifestantes y transeúntes por parte de la policía, sin incluir a las 34 personas asesinadas en la Masacre de Marikana y varios asesinatos por parte de los guardias de seguridad privada desde el 2000.

### Personas asesinadas por la policía durante las protestas
- Yusuf Jacobs (22) Ciudad del Cabo, 8 de enero de 1999[82][83]
- Michael Makhabane (23) Durban, 16 de mayo de 2000[84]
- Abel Phetla (17) Alejandría, Johannesburgo, 30 de mayo de 2000[85]
- Dennis Mathibithi (17) y Nhlanhla Masuku (15), Kathlehong, 16 de febrero de 2004[86]
- Tebogo Mkhonza (17), Harrismith, 30 de agosto de 2004[87]
- Monica Ngcobo, (19) Durban, 2 de marzo de 2005[88]
- Jan Matshobe, (27) Sebokeng, Johannesburgo, 1 de mayo de 2008[89]
- Mthokozisi Nkwanyana, (24) Durban, 2008[90]
- Niña sin nombre, KwaZakhele, KwaZulu-Natal, 1 de julio de 2009[91]
- Persona sin nombre, Mashishing, Mpumalanga, 5 de junio de 2009[92]
- Priscilla Sukai (46) eTwatwa, Daveyton, 2010[93]
- Hombre sin nombre, Siyazenzela, Mpumalanga, 5 de abril de 2010[94]
- Anna Nokele (19), Welkom, septiembre de 2010[95]
- Dos niños sin nombre, Boipelo, Gauteng, 15 de febrero de 2011[96][97]
- Solomon Madonsela y Bongani Mathebula, 19 de febrero de 2011[98]
- Dimakatso Kgaswane y persona sin nombre, Tlokweng, Noroeste, 31 de mayo de 2011[99]
- Andries Tatane (33), Ficksburg, 13 de abril de 2011[100]
- Nhlanhla Ngcobo (19) y dos personas no identificadas en KwaDukuza, KwaZulu-Natal, 6 de junio de 2011[101]
- Mxolisi Buthelezi (14), Reserva Folweni, Durban, KwaZulu Natal, 2 de julio de 2012[102]
- Persona sin nombre (27), Mahikeng, Noroeste, 4 de julio de 2012[103]
- Paulina Masuhlo, Marikana, Noroeste, 19 de septiembre de 2012[104]
- Michael Daniels (28), Wolsely, Provincia Occidental del Cabo, 14 de noviembre de 2012[105][106]
- Service Nkadimeng (33), Primrose, Germiston, Gauteng, 18 de noviembre de 2012[107]
- Letsekang Tokhwane (25), De Doorns, 14 de enero de 2013[108] (Nota: algunos informes de los medios indican que un tercer manifestante no identificado también fue asesinado en la huelga de trabajadores agrícolas del Cabo Occidental[109])
- Seis personas no identificadas, Sasolburg, Estado Libre, 22 de enero de 2013[110] (Nota: un informe indica que un automovilista falleció a tiros, también a un hombre no identificado)[111]
- Nkosiyethu Wele Mgoq (15), Sterksrpuit, Provincia Oriental del Cabo, 15 de febrero de 2013[112]
- Nqobile Nzuza (17), Durban, 30 de septiembre de 2013[113]
- Themba Khumalo (20), Bekkersdal, Gauteng, 23 de octubre de 2013[114]
- Jan Rivombo, Pretoria, 8 de enero de 2014[115]
- Mike Tshele, Osia Rahube, Lerato Seema y Enock Seimela, Británicos, 13 de enero de 2014[116][117][118]
- Tshepo Mabuseng (28), Roodeport, Gauteng, 23 de enero de 2014[119]
- Mozere Molele y Mohale "Lighty" Selo, Tzaneen, 29 de enero de 2014[120][121]
- Hombre sin nombre, Soweto, 19 de febrero de 2014[122]
- Bebé de tres meses sin nombre, Majakaneng, Noroeste, marzo de 2014[123]
- Escolar sin nombre y hombre de 47 años, Thembelihle, 25/26 de febrero de 2015[124][125]
- Lucas Lebyane (15), Bushbuckridge, Mpumalanga, 27 de febrero de 2015[126]
- Sin nombre, Mopani, Limpopo, 8 de mayo de 2015[127]
- Unnamed male (23), Bedford, Eastern Cape 12 de mayo de 2015[128]
- Hombre sin nombre (23), Bedford, Eastern Cape 12 de mayo de 2015[128]
- Sin nombre, Burgersfort, Limpopo, 13 de mayo de 2015[129]
- Karabo Khumalo (11), Bela Bela, Limpopo, 7 de febrero de 2017,[130]
- Niño de 16 años sin nombre, Standerton, Mpumalanga, mayo de 2017[131]
- Jayden Khoza, bebé de 2 semanas, Durban, mayo de 2017[132]
- Songezo Ndude (30), Imizamo Yethu, Hout Bay, julio de 2017.[133]
- Steven Kau (23), East Rand, Johannesburgo, enero de 2018[134]
- Dos personas sin nombre, Caledon, Provincia Occidental del Cabo, abril de 2019[135]

### Personas asesinadas por guardias de seguridad privada durante las protestas
- Christopher Jele (21), Piet Retief, 2009[136]
- Ntombiyenkosi Mabika (24), Shaka's Kraal, junio de 2011[137]
- Bongile Ndleni (40), Ceres, 18 de noviembre de 2012.[138]
- Alfred Mzikayifani Mdiyako y Sanele Mthethwa, en las minas Magdalena y Aviemore en Dannhauser, cerca de Dundee, el 31 de octubre de 2012.[139]
- Malizo Fakaza y Nhlanhla Mkhize, Reservoir Hills, Durban, 19 de octubre de 2013 (Otros siete fueron heridos por disparos).[140]
- Persona sin nombre, Newclare, 6 de octubre de 2014.[141]
- Samuel Hloele (29), Durban, 13 de junio de 2017.[142]
- Mlungisi Madonsela, Durban, 5 de febrero de 2019.[143]
- Boshelo Petja, Limpopo, 18 de julio de 2019.[144]

### Activistas asesinados por vigilantes
- Terrance Mbuleo (33), Soweto, 2010[145]
- Lerato Victor Rabolila (26), Sebokeng, 2014[146]

### Personas asesinadas durante las protestas de los atacantes cuyos detalles no se han informado claramente
- Hombre sin nombre, Bekkersdal, 2013[147]

## Represión de fuerzas distintas de la policía

### Acoso a activistas por parte de estructuras de inteligencia
La Campaña Right2Know ha documentado varios casos en los que activistas han sido acosados por estructuras de inteligencia.

### Violencia política partidista contra activistas
Organizaciones como el Movimiento de los Sin Tierra, Abahlali baseMjondolo y el Movimiento de los Desempleados han sido objeto de violencia política armada por parte de grupos que dicen representar al ANC gobernante. El Foro de Desarrollo Comunitario de Makause también ha afirmado haber sido objeto de violencia sancionada por el estado por una "turba" alineada con el ANC. También ha habido casos en los que partidarios del ANC han interrumpido protestas organizadas por grupos independientes. Un ejemplo de esto fue el intento de interrumpir una protesta de la Asociación de Comunidades Afectadas de Moretele en mayo de 2012. Se ha argumentado que la violencia asociada con la huelga de mineros de Marikana en agosto de 2012 comenzó después de que funcionarios del Sindicato Nacional de Mineros asesinaron a dos huelguistas.

### Amenazas de muerte contra activistas
Los activistas de base han estado reportando temores de que puedan ser asesinados desde por lo menos 2002. Se han recibido informes de amenazas de muerte contra activistas en Ermelo (2011), en Grahamstown (2011), en eTwatwa en el East Rand (2010), y en Durban (2006, 2009, 2012).

### Asesinatos sin resolver de activistas que afirmaron ser asesinatos políticos
- Sinethemba Myeni, 12 de abril de 2006, Umlazi, Durban, activista independiente (ex SACP)[165]
- Mazwi 'Komi' Zulu, 3 de mayo de 2006, Umlazi, Durban, activista independiente (ex SACP)[165]
- Scorpion Dimane, activista contra la minería, Mbizana, 2008[166]
- Bombardero 'Radioman' Ntshangase, 4 de mayo de 2012, Mpumlanga, líder del SACP, Mpumalanga[167]
- Thembinkosi Qumbelo, activista local, Durban, KwaZulu-Natal, 2013[168]
- Nkululeko Gwala, activista de la base AbahlaliMjondolo, Durban, KwaZulu-Natal, 2013[169][170]
- Njabulo Ndebele, Sibonelo "John-John" Ntuli y Ntobeko Maphumulo, líderes de NUMSA, Isithebe, KwaZulu-Natal, agosto de 2014[171]
- Sikhosiphi Bazooka Rhadebe, Presidente del presidente del Comité de Crisis de Amadiba, Mbizana, Provincia Oriental del Cabo, 2016[172]
- S'bonelo Mpeku, presidente de una sucursal de Abahlali baseMjondolo en Lamontville, Durban, noviembre de 2017,[173] Abahlali baseMjondolo Comunicado de prensa, 24 de mayo de 2017
- Soyiso Nkqayini, organizadores de la Liga Juvenil para la base AbahlaliMjondolo en Cato Manor, Durban, diciembre de 2017,[173] Declaración de prensa de la base AbahlaliMjondolo, 24 de mayo de 2017
- S'fiso Ngcobo, presidente de una sucursal de Abahlali baseMjondolo en Marianhill, Durban, mayo de 2018[174]

### Condenas por asesinatos políticos
En mayo de 2016, dos concejales del ANC fueron condenados por el asesinato de Thuli Ndlovu, un líder local de la base de Abahlali-Mjondolo, un movimiento autónomo de habitantes de chozas en Durban.

### Violencia política e intimidación por parte de veteranos de MK
En julio de 2012, Alpheus Moseri (68) se derrumbó y murió tras un ataque de veteranos del MK en una conferencia dada por Jacob Zuma. En octubre de 2012, el presidente de COSATU, Sidumo Dlamini, pidió a los veteranos del MK que utilizaran "sus habilidades guerrilleras para trabajar con nosotros sobre el terreno en defensa de este movimiento y de nuestra revolución en su conjunto". En noviembre de 2012, se informó de que los veteranos del MK habían amenazado al vicepresidente Kgalema Motlanthe. En noviembre de 2012 se informó de que hombres armados que afirmaban ser veteranos del MK irrumpieron en una reunión de la rama del ANC en el East Rand y amenazaron con disparar a miembros de la rama si no proponían a Zuma para su reelección.
Según Barney Pityana, estamos empezando a ver el surgimiento de la milicia partidaria (o presidencial) bajo el disfraz de los Umkhonto weSizwe Veterans, que son la nueva Gestapo con una agenda fascista.

## Desglose del estado de derecho
En Durban, en 2013, el movimiento de los habitantes de las chozas de la base de AbahlaliMjondolo obtuvo cinco órdenes de desalojo del Tribunal Supremo que fueron sistemáticamente ignoradas por los actores estatales que han derribado repetidamente las chozas de los residentes locales.

## Actitudes del partido gobernante frente a las organizaciones independientes
Según Zwelinzima Vavi, Secretaria General de COSATU, "El partido [gobernante] lamentablemente ha adoptado en nuestra opinión una postura innecesariamente hostil hacia algunas organizaciones y coaliciones civiles progresistas, ha pintado a varias organizaciones con el mismo pincel y ha tendido a considerar que son el producto de agendas externas"

## Lectura adicional
- Batallas de viviendas en Sudáfrica después del apartheid: el caso del parque Mandela, Khayelitsha
- El derecho a disentir: libertad de expresión, reunión y manifestación en Sudáfrica, Instituto de Libertad de Expresión, Archivado el 17 de septiembre de 2012 en Wayback Machine. 2003
- Detención de disidentes: represión estatal y movimientos sociales posteriores al apartheid Archivado el 19 de julio de 2011 en Wayback Machine., Dale McKinley & Ahmed Veriava, Centre for the Study of Violence & Reconciliation, 2005
- Protesta en la Nueva Sudáfrica, Simon Delaney, Freedom of Expression Institute, mayo de 2007
- Informe independiente sobre la violencia política contra el movimiento de personas sin tierra (enlace roto disponible en Internet Archive; véase el historial, la primera versión y la última)., Jared Sacks, International Alliance of Inhabitants, 2010
- TEl factor 'Gatvol', Jane Duncan, SACSIS, enero de 2011
- La tolerancia política está disminuyendo en Sudáfrica, Imraan Buccus, University of KwaZulu-Natal, SA Reconciliation Barometer, 2011
- El trabajo de la violencia: una línea de tiempo de los ataques armados en Kennedy Road, Kerry Chance School of Development Studies Research Report, 83, University of KwaZulu-Natal, julio de 2010.
- Brutalidad policial y protestas, by Mphutlane wa Bofelo, Pambazuka News, 21 de abril de 2011
- Dissent Under Thabo MbekiUso incorrecto de la plantilla enlace roto (enlace roto disponible en Internet Archive; véase el historial, la primera versión y la última)., Jane Duncan, May 2011, Professor Jane Duncan, Rhodes University, mayo de 2011
- Violencia de Estado Archivado el 2 de octubre de 2015 en Wayback Machine., Richard Pithouse, SACSIS, mayo de 2011
- Amnesty International South Africa Report 2011
- ICD: Rise in police abuse at service delivery protests, Emsie Ferreira, Mail & Guardian, 14 de junio de 2011
- ANC ratchets up its anti-media campaign in provinces Archivado el 9 de julio de 2011 en Wayback Machine., Mandy de Waal, The Daily Maverick, 6 de julio de 2011
- If They Come for You, Who Will Speak Out?, by Jane Duncan, 7 de julio de 2011
- No Easy Path Through the Embers: resistance and repression in South Africa’s shack settlements, Counterfire, Richard Pithouse, agosto de 2011
- Police Brutally Suppress Protesters in Cape Town Archivado el 2 de abril de 2015 en Wayback Machine., por Christopher McMichael, Think Africa Press, febrero de 2012
- The Reign of Thugs, por Pedro Tabensky, enero de 2012
- Notes on a Crushed Protest (enlace roto disponible en Internet Archive; véase el historial, la primera versión y la última)., por Ben Fogel, febrero de 2012
- The Struggle for Street Politics, Jane Duncan, febrero, 2012
- With Enough Bullets, Christopher McMichael, marzo, 2012
- ANC: A party under violent, criminal siege, Paul Trewhela, Mail & Guardian, 4 de agosto de 2012
- Zuma: Why we're not laughing any more, Hennie van Vuuren, Mail & Guardian, 17 de agosto de 2012
- Media underplaying police, state brutality, Jane Duncan, Sunday Independent, 26 de agosto de 2012
- Marikana massacre – a turning point?, by Martin Legassick, 27 de agosto de 2012
- Marikana: We should be incandescent with rage, by Julie Reid, The Daily Maverick, 28 de agosto de 2012
- The Road to Marikana: Abuses of Force During Public Order Policing Operations, by David Bruce, SACSIS, 12 de octubre de 2012
- Zuma and the "enemy within", Paul Trewhela, Politics Web, 16 de octubre de 2012
- Uganda Transit Camp, Durban: A report from the frontlines of the struggle for democracy, Jared Sacks, Daily Maverick, 13 de febrero de 2013
- The Criminal Injustice System, by Jane Duncan, SACSIS, 18 de febrero de 2013
- No end in sight for police brutality in South Africa, Justice Malala, The Guardian, 21 de febrero de 2013
- SA cannot flourish in violent culture, Imraan Buccus, The Mercury, 2013